# Euzebiusz (Rożdiestwienski)
Euzebiusz, imię świeckie Jewgienij Pietrowicz Rożdiestwienski (ur. 10 grudnia?/22 grudnia 1886 w Pitimie, zm. 5 listopada 1937 w Nowosybirsku) – rosyjski biskup prawosławny.

## Życiorys
Był synem kapłana prawosławnego. Wykształcenie teologiczne uzyskał w seminarium duchownym w Tambowie (dyplom w 1907), a następnie w Kazańskiej Akademii Duchownej (dyplom w 1911), uzyskując dyplom kandydata nauk teologicznych, po czym został stypendystą profesorskim. Będąc studentem, 11 października 1908 złożył wieczyste śluby mnisze. 7 grudnia tego samego roku został wyświęcony na hierodiakona, zaś w 1911 – na hieromnicha. W latach 1911–1917 pełnił obowiązki docenta w katedrze Starego Testamentu Kazańskiej Akademii Duchownej, jednak musiał odejść z pracy naukowej z powodu choroby. Zamieszkał wówczas w Monasterze Daniłowskim, gdzie w 1919 otrzymał godność archimandryty.
W 1920 został wyświęcony na biskupa jarańskiego, wikariusza eparchii wiackiej przez patriarchę moskiewskiego i całej Rusi Tichona, metropolitę włodzimierskiego Sergiusza oraz biskupa ałatyrskiego Guriasza. W 1921 został przeniesiony do eparchii krasnodarskiej i kubańskiej jako jej wikariusz z tytułem biskupa jejskiego.  W Jejsku został aresztowany w kwietniu 1923 pod zarzutem czynnego przeciwstawiania się konfiskacie majątku Rosyjskiego Kościoła Prawosławnego. Według niektórych źródeł w latach 1922–1923 był ordynariuszem eparchia stawropolskiej. Został skazany na siedem lat więzienia, karę odbywał w Krasnodarze, następnie został zesłany do guberni irkuckiej. W 1926, zwolniony, mianowany został biskupa niżno-udinskim, locum tenens eparchii irkuckiej. Po roku został ordynariuszem eparchii czyckiej i zabajkalskiej. Po trzech latach otrzymał godność arcybiskupa, równocześnie został przeniesiony do eparchii swierdłowskiej jako jej wikariusz z tytułem biskupa szadrińskiego (faktycznie jednak służył w cerkwi Wniebowstąpienia Pańskiego w Swierdłowsku).
W 1930 został aresztowany ponownie i skazany na dziesięć lat łagru. Karę odbywał w Sibłagu. W 1937 został aresztowany w obozie z grupą więźniów przetrzymywanych w tym samym baraku i oskarżony o prowadzenie razem z nimi antyradzieckiej agitacji (zaprzeczanie istnieniu bloku trockistowsko-zinowiewowskiego, mówienie o aresztowaniach niewinnych osób). W rezultacie został przeniesiony do innej części obozu, jednak i tam przebywał tylko miesiąc, został bowiem ponownie oskarżony o tworzenie „oficersko-popowskiej” organizacji kontrrewolucyjnej o faszystowskim charakterze. Uznany za winnego i stracony w listopadzie 1937.
W 1981 Rosyjski Kościół Prawosławny poza granicami Rosji zaliczył go do świętych nowomęczenników rosyjskich.